# Автоматичний регулятор рівня електричної дії типу АРУ

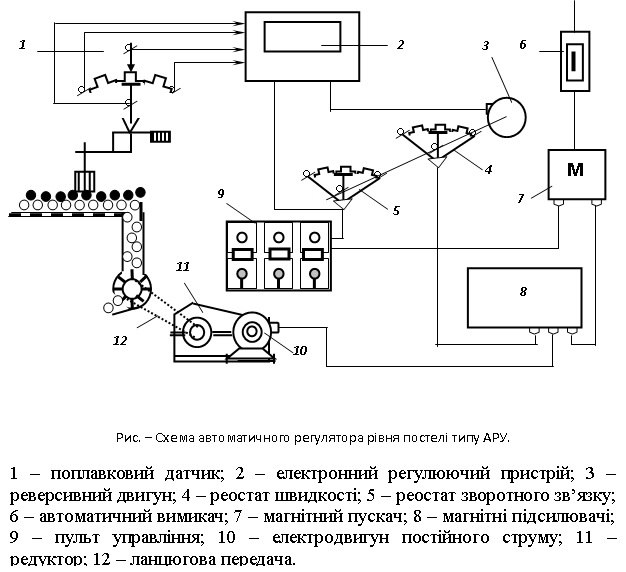

Автоматичний регулятор рівня електричної дії типу АРУ (рис.) застосовується у відсаджувальних машинах типу МО. Він складається з поплавкового датчика 1 з вимірювальним приладом і задатчиком; електронного регулюючого пристрою 2; регулятора швидкості з реверсивним двигуном 3, реостатом швидкості 4 і зворотного зв'язку 5 та двох кінцевих вимикачів (один — для обмеження кута повороту ротора, другий — для відключення приводу розвантажувача при досягненні ротором мінімальної швидкості обертання); автоматичного вимикача 6; магнітного пускача 7; блоку магнітних підсилювачів 8 для живлення електродвигуна постійного струму; пульта управління 9, на якому установлені покажчик числа обертів двигуна, сигнальна лампа про вмикання приводу та ключі дистанційного управління і роду роботи; електродвигуна постійного струму 10 з редуктором 11 і ланцюгової передачі 12 для обертання роторного розвантажувача.
Датчиком висоти шару важкої фракції на решеті відсаджувальної машини служить пустотілий поплавок. Він контролює висоту породного (у першому відділенні) або промпродуктового (в останньому відділенні) шару постелі. При відхиленні від заданого положення поплавок піднімається або опускається, при цьому повзунок реостата вимірювального пристрою 1 вилкою переміщається відносно повзунка завдання і на вхід регулюючого пристрою 2 подається напруга розбалансу, яка підсилюється електронним підсилювачем. Підсилена напруга викликає спрацьовування одного з реле, яке замикає контакт, включений в ланцюг живлення однієї з обмоток реверсивного двигуна регулятора швидкості.
При обертанні вала реверсивного двигуна відбувається зміна положення повзунків регулюючого реостата швидкості 4 і реостата зворотного зв'язку 5 до моменту компенсації напруги розбалансу вимірювальної системи напругою, що знімається реостатом зворотного зв'язку. Реостат швидкості 4 включений в систему електропривода з плавним регулюванням швидкості обертання роторного розвантажувача. Зі зміною положення реостата швидкості змінюється напруга на робочих обмотках магнітного підсилювача 8, а також напруга постійного струму, що подається на якір електродвигуна 10. Електродвигун збільшує або зменшує швидкість обертання роторного розвантажувача, тобто інтенсивність розвантаження важких фракцій з відсаджувальної машини.
Перевагою автоматичного регулятора АРУ є безперервність регулювання розвантаження важких фракцій, а недолік — труднощі вибору «зони нечутливості» для виключення періодичних коливань поплавка при пульсації постелі в машині.